# 当摩広麻呂
当摩 広麻呂（たいま/たぎま の ひろまろ）は、飛鳥時代後期の人物。氏は当麻とも書く。姓は公のち真人。用明天皇の皇子である当麻皇子（麻呂子皇子）の孫とする系図がある。冠位は直大参、贈直大壱。
壬申の乱の功臣。天武天皇4年（675年）に朝廷への出入りを禁じられた。

## 経歴
『日本書紀』が壬申の乱について記すくだりに当麻広麻呂の名は見えないが、死亡時の贈位記事によって功があったことが知られる。
天武天皇4年（675年）4月8日に、当摩広麻呂と久努麻呂は、天皇によって朝廷への出仕を禁じられた。理由は不明である。後に許されたと思われるが、その記述はない。広麻呂のこのときの姓は公、位は小錦上であった。
当麻公は、天武天皇13年（684年）10月1日の八色の姓制定の日に、真人の姓を与えられた。
天武天皇14年（685年）5月19日に当麻真人広麻呂は直大参の位で死去。壬申の年の功によって、直大壱の位を贈られた。